# Fréville-du-Gâtinais
Fréville-du-Gâtinais là một xã trong tỉnh Loiret, vùng Centre-Val de Loire bắc trung bộ nước Pháp. Xã này nằm ở khu vực có độ cao từ 97-131 mét trên mực nước biển.